# Ангел Миладинов
Ангел Миладинов (Куманово, 27. мај 1928 — Загреб, 4. јануар 1984) био је хрватски телевизијски редитељ и уредник.

## Биографија
Ангелов отац, Сифрид Миладинов, био је занимљива личност са широким интересовањима, о чему сведочи његов избор занимања, која нису била уобичајена почетком прошлог века. Фотографски занат је научио од свог ујака, студента и сарадника Милтона Манакија (пионира филма у југоисточној Европи). Оженио се Скопљанком Надеждом Ангеловом, и док се није преселио у Скопље имао је фотографски студио у Куманову, а једно време и биоскоп. Пре Другог светског рата, снимио је сопственом филмском камером кратки филм у боји „Свадба у Галичнику“, који се сада налази у фонду Македонске кинотеке.
Након што се породица преселила у Загреб, Ангел је студирао историју уметности и водио фото лабораторију неопходну за функционисање студија.

## Каријера
1957. придружио се новооснованој Телевизији Загреб, где је брзо напредовао од помоћника редитеља, користећи знање које је до тада стекао (волонтирао је у филмским пројектима Јадран филма). Од своје прве режије, Ангел је утемељио стил који је успоставио телевизијску естетику, али и етику.
Са уредницом Зором Кораћ креирао је серију емисија посвећених филму. Оне су имале велики утицај на гледаоце, али и на саму телевизију. У мају 2005. нови телевизијски студио је добио по Миладинову, у његову част.
Није било телевизијског програма којег се његова рука и машта нису дотакле, али је показивао посебну склоност ка директним преносима и контакт емисијама. Шездесетих година прошлог века преузео је Документарни програм као уредник, а 1972. основао други програм ТВ Загреб и постао његов главни уредник, а у време смрти био је уредник Документарног и фељтонског програма. Све то време је осмишљавао и режирао нове емисије, а као уредник окупљао је младе ауторе и стварао плејаду нових имена, не лишавајући се ни класика (Бауер, Мимица).